# Lasianthus xanthospermus
Lasianthus xanthospermus là một loài thực vật có hoa trong họ Thiến thảo. Loài này được K.Schum. mô tả khoa học đầu tiên năm 1900.